# 願望之屋 天使的記憶
《願望之屋 天使的記憶》是一個平台為任天堂DS的文字冒險遊戲，由遊戲開發公司Cing開發。起初，開發者公佈此遊戲的名稱為《Wish Room》，於2006年5月9日在電子娛樂展覽上首次亮相。此遊戲於2007年1月22日在北美發佈，於2007年1月25日在日本發佈。

## 遊戲

遊戲截圖

在《願望之屋 天使的記憶》中，玩家需要利用任天堂DS的觸摸屏操控主角凱爾·海德移動和與周圍的事物互動。玩家亦要在偵查過程中利用觸摸屏，麥克風，及可遊戲機的摺疊功能去解決一系列的難題。在遊玩時，玩家需要把機身旋轉90度才能遊玩。
在整個遊戲中，玩家需要和不同的酒店顧客和員工交談以獲取不同的信息。玩家亦可以向不同人出示收集得來的物品，或問問題。透過提出正確的問題，玩家能夠獲取所需的資訊。但如果玩家問錯了問題、作出錯誤的假設或出示錯誤的物品，那麼對話對象便可能被混淆，甚至憤怒。這樣可能會導致凱爾被趕離房間，甚至被踢出酒店以致案件沒法解決。

## 開發
此遊戲的開發工作持續了一年半，並且動用了20名開發人員。在接受記者採訪時，開發團隊領袖金崎泰輔指出他們想此遊戲能夠提供前所未有的視覺表達。
此遊戲利用转描机技术動畫化人物，且遊戲人物皆以半完成的黑白筆觸繪畫風格呈現。儘管此遊戲並非第一個使用筆觸繪畫風格的遊戲，但使用此繪畫風格的遊戲並不多。1989年遊戲《波斯王子》便是這一類遊戲。

## 續作
《最後之窗 真夜中的約束》是此遊戲的續作。《最後之窗》於2010年1月14日在日本發佈，並於2010年9月17日在歐洲發佈。

## 評價
《願望之屋 天使的記憶》獲得的評價多為正面的。Game Rankings給予此遊戲79.36%的分數，而Metacritic則得出此遊戲的分數為78/100。1UP.com給予此遊戲B+的評價等級，Fami通給予此遊戲33/40分，GamePro給予此遊戲4/5分，GameSpot給予8.2/10分，而GameSpy則給予4/5分。儘管大部份遊戲給予正面的評價，但影音俱樂部卻只給予此遊戲D+的評價等級，並批評遊戲的謎題和證據太多。
大部份評論家稱讚此遊戲的故事情節和人物對話。Games Radar的卡羅琳·古德蒙松說：「……遊戲寫得很好，對話寫得很自然，使我感到自己正在與真實的人對話」。
Gaming Target把此遊戲列為「在2007年後我們仍然繼續玩的52個遊戲」之一。此遊戲是2007年日本第76暢銷遊戲，共售出了213,208套遊戲。

## 外部連結
- 《願望之屋 天使的記憶》日本官方網站 （页面存档备份，存于）
- 《願望之屋 天使的記憶》美國官方網站
- N-sider - 願望之屋 天使的記憶
- GameFAQs - 願望之屋 天使的記憶 （页面存档备份，存于）
- IGN - 願望之屋 天使的記憶 （页面存档备份，存于）